# Výreček molucký
Výreček molucký (Otus magicus) je sova patřící do čeledi puštíkovití (Strigidae) a rodu Otus. Popsal ji Salomon Müller roku 1841 a je členěna na šest poddruhů (subspecií): Otus magicus leucospilus, Otus magicus magicus, Otus magicus morotensis, Otus magicus obira, Otus magicus bouruensis a Otus magicus tempestatis. Nejbližším příbuzným výrečka moluckého se zdá být výreček jihofilipínský (Otus mantananensis).

## Výskyt
Výreček molucký obývá Indonésii a Východní Timor, vyskytuje se na Malých Sundách, Molukách, možný výskyt je v oblasti Aruských ostrovů. Celková rozloha areálu rozšíření činí asi 876 000 km2. Druh preferuje nížinaté nebo pobřežní oblasti, je schopen však žít až do nadmořské výšky 900 m. Lze jej najít například v lesích, přičemž toleruje i sekundární nebo mangrovové, také život na plantážích kokosových palem mu nečiní problém.

## Popis
Tato sova se středně velkými „oušky” dosahuje střední velikosti, měří asi 23 až 25 cm a hmotnost činí 114 až 165 g. Pravidlem je, že jedinci žijící na Molukách jsou větší než sovy z Malých Sund. Zbarvení druhu je variabilní, v různých odstínech hnědé se vzorkováním, objevuje se velké množství barevných morfotypů. Hruď je tmavší než břicho, obličejový disk je nahnědlý. Záměna může nastat s výrečkem sangiheským (Otus manadensis) a výrečkem celebeským (Otus manadensis), s výrečky simuelskými (Otus umbra) a výrečky engganskými (Otus enganensis), s výrečkem ostrovním (Otus insularis) nebo výrečkem jihofilipínským (Otus mantananensis).
O chování výrečka moluckého nebylo zjištěno mnoho informací. Je to noční tvor, který loví hlavně hmyz, sežere však i některé druhy obratlovců. Své teritorium si vyznačuje hlubokým drsným křikem. Samice naklade bílá vejce do dutého stromu, mláďata byla pozorována na ostrově Ambon v listopadu a prosinci. Další informace o reprodukci tohoto druhu nebyly zjištěny.

## Ohrožení
Vzhledem k velkému areálu rozšíření, co nesplňuje kritéria pro zařazení mezi zranitelné druhy, společně s velkou a pravděpodobně stabilní populací o téže vlastnosti, výrečkovi moluckému přiřkl Mezinárodní svaz ochrany přírody (IUCN) status málo dotčený. Druh je zapsán do druhé přílohy Úmluvy o mezinárodním obchodu s ohroženými druhy volně žijících živočichů a rostlin.